# Isostyla
Isostyla is een geslacht van vlinders van de familie tandvlinders (Notodontidae), uit de onderfamilie Dioptinae.

## Soorten
- I. ampliplaga Hering, 1930
- I. intersecta Warren, 1900
- I. ithomeina Butler, 1872
- I. zetila Boisduval, 1870